# Торпедний таран

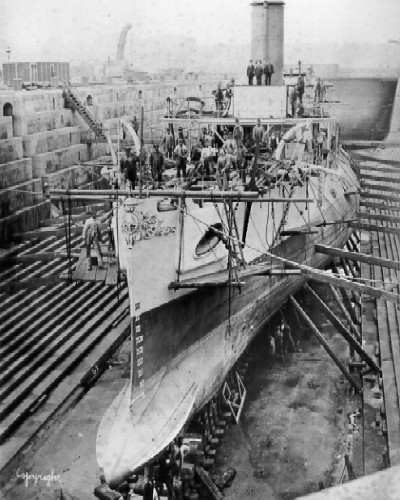
Торпедний таран HMS Polyphemus

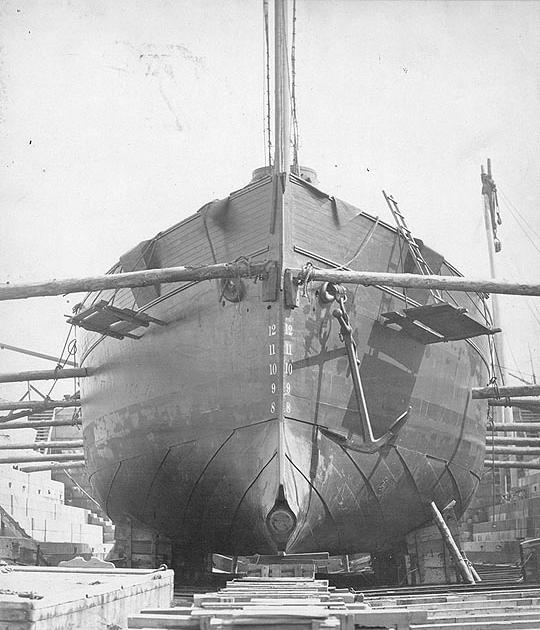
USS Intrepid 1874 у сухому доці. Один з його торпедних апаратів поєднано з тараном

Торпедний таран - різновид міноносця, який поєднував таран з торпедними апаратами. Цей клас кораблів інкорпорував окремі елементи конструкції монітора. Торпедні тарани мали відносно невеликий розмір і повинні були стати відносно дешевим інструментом  для берегової оборони та бойових дій у прибережних зонах.  

## Огляд
Подібно до моніторів, борт торпедних таранів міг підніматися над водою на десятки сантиметрів, залишаючи мішенню для ворожого вогню лише гарматні башти та труби парових машин. Їх основною зброєю були торпеди, спочатку жердинні, які  висувались з корпусу і детонували від удару об ворожий корабель.   Пізніші конструкції використовували самохідні торпеди, які запускалися торпедними апаратами, але зберегли й таран. Таким кораблем був HMS Polyphemus, який мав п'ять торпедних апаратів, один з яких був встановлений у центрі посиленого таранного носу. 
Концепція торпедного тарану розроблялася за умов, коли саморухомі торпеди, які вдосконалив Роберт Вайтгед, тільки з'явилися. Навіть їх ранні зразки були потужною зброєю, але при цьому вони мали короткий радіус дії та швидкість близько 10 вузлів. Фактично ці торпеди могли застосовуватись лише проти стаціонарних цілей. Крім того, військо-морські експерти ще не визначилися з найкращою тактикою застосування торпед. Впродовж 1870-тих з'явилася значна кількість пропозицій щодо різних конструкцій озброєних торпедами кораблів.
Торпедні тарани, подібно до більшості ранніх конструкцій кораблів, озброєних торпедами, були призначені для атаки ворожих кораблів під час їх якірної стоянки у гавані. Їх низький профіль та висока швидкість знижували імовірність виявлення та перехоплення цих кораблів, особливо під час нічних атак, які вважалися для торпедних таранів найбільш ефективними. Досягнувши ворожої гавані, таран міг прорвати встановлені плавучі загородження і атакувати кораблі на якорі, випустивши свої торпеди до того, як ті зможуть дати хід. Після цього торпедний таран міг залишити місце атаки на високій швидкості.

## Відмова від використання
Досить скоро стало зрозуміло, що успішна реалізація на практиці описаного сценарію не надто імовірна. Через це було побудовано лише кілька торпедних таранів. До кінця 19 століття цей клас кораблів вийшов з ужитку через появу більш досконалих носіїв торпедної зброї. Найбільш відомими є згаданий Polyphemus та USS Intrepid ВМС США. Жоден торпедний таран не застосовувався у бою, їх служба обмежувалась переважно випробовуванням торпед. Водночас під час навчань Polyphemus продемонстрував власний потенціал проникнення у гавань, таранячи плавучі загородження.

## У культурі
Торпедні тарани не були надто поширеними у військових флотах. Втім увага публіки до незвичних конструкцій значно перевищувала їх цінність як бойових кораблів. Героїчний корабель HMS Thunder Child у класичному фантастичному романі "Війна світів" Герберта Уеллса був саме торпедним тараном, який знищив два марсіанських триножники.